# Vascoblaniulus cabidochei
Vascoblaniulus cabidochei är en mångfotingart som beskrevs av Jean-Paul Mauriès 1967. Vascoblaniulus cabidochei ingår i släktet Vascoblaniulus och familjen pärlbandsfotingar. Inga underarter finns listade i Catalogue of Life.